# Schwerz
Schwerz ist eine Ortschaft und ein Ortsteil der Stadt Landsberg im Saalekreis in Sachsen-Anhalt.

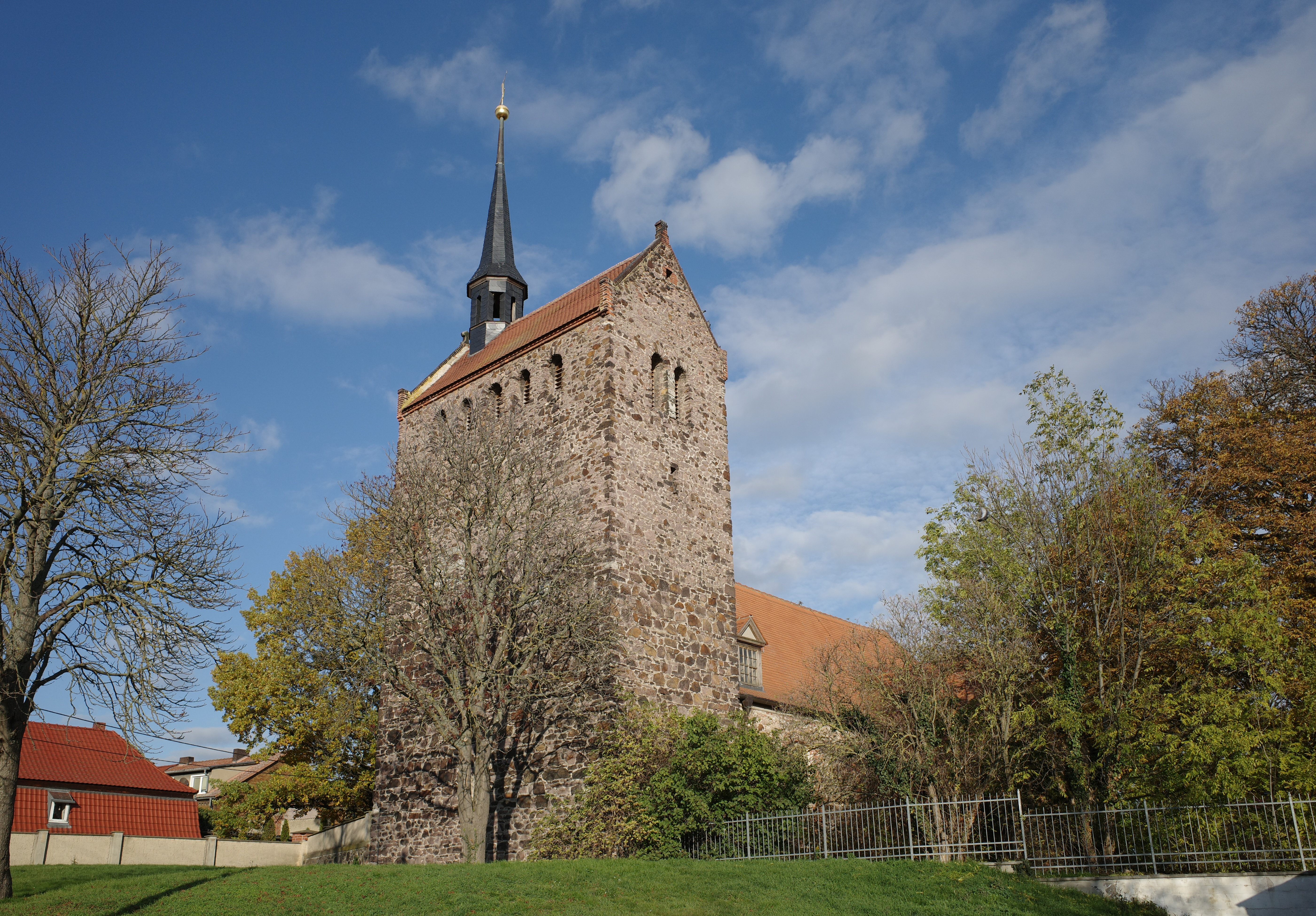
Kirche St. Marien in Schwerz

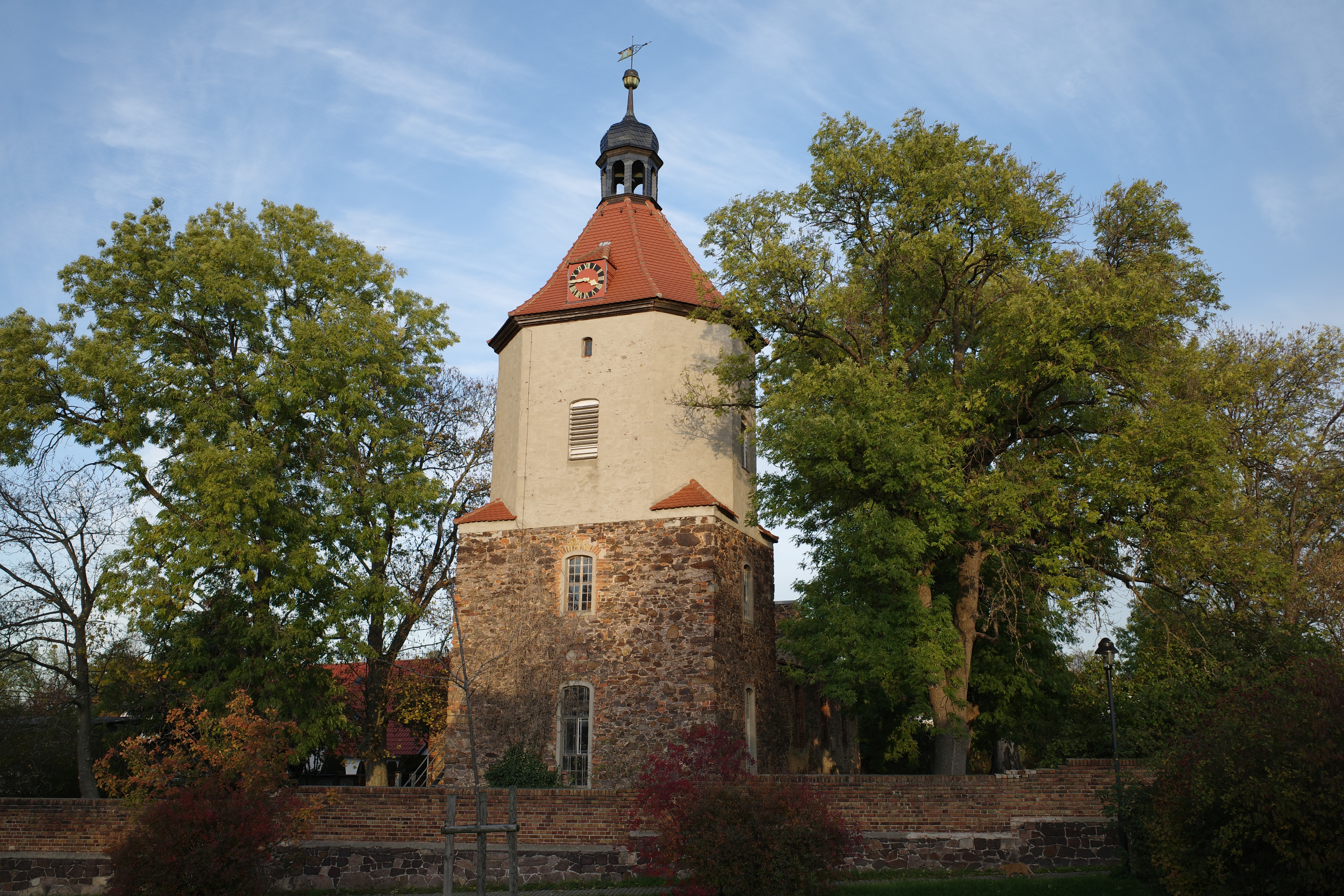
Kirche in Dammendorf

## Geografie
Schwerz liegt etwa 15 Kilometer nordöstlich von Halle (Saale).
Die Ortschaft Schwerz besteht heute aus den Ortsteilen Schwerz, Kneipe und Dammendorf. Im Jahre 2008 gehörten zum Ortsteil Schwerz die Wohnplätze Göttlitzer Weg und Kneipe. Die Gödewitzer Straße in Dammendorf ist aus dem Dorf Gödewitz entstanden. Noch im Jahre 1931 gab es den Wohnplatz Gödewitz.

## Geschichte
Schwerz wurde 1205 erstmals urkundlich erwähnt, die Orte Dammendorf und Gödewitz erscheinen als Tammendorf und Götewitz erstmals 1371 in Magdeburger Lehnbüchern. Ursprünge der Orte Schwerz und Dammendorf finden sich allerdings bereits in Slawenburgen etwa aus dem 8. bis 10. Jahrhundert. Unweit von Dammendorf liegt auch die Wüstung Friedersdorf, die 1370 erstmals urkundlich erscheint und zu Beginn des 15. Jahrhunderts verlassen wurde. Das Dorf Gödewitz wurde 1506 mit Dammendorf vereint. Schwerz und Dammendorf standen unter adliger Herrschaft und gehörten zum Saalkreis des Erzstifts Magdeburg. Mit dessen Angliederung an Preußen gehörten sie ab 1680 zum brandenburg-preußischen Herzogtum Magdeburg. Beide Orte waren bis 1815 an drei Seiten vom Kurfürstentum Sachsen bzw. Königreich Sachsen umgeben. Im Norden lag das Amt Zörbig, im Osten das Amt Bitterfeld und im Süden das Amt Delitzsch. Um 1740–1750 erfolgte die Ansiedlung einer Ausspanne zur vorhandenen Zollstation an der Handelsstraße in das kursächsische Zörbig. Sie trug den Namen „Die (Preußische) Krone“. In der Folgezeit erhielt die Siedlung den Namen „Kneipe“.
Mit dem Frieden von Tilsit wurden Schwerz mit Gödewitz, Kneipe und Dammendorf im Jahr 1807 dem Königreich Westphalen angegliedert und dem Distrikt Halle im Departement der Saale zugeordnet. Sie gehörten zum Kanton Oppin. Nach der Niederlage Napoleons und dem Ende des Königreichs Westphalen befreiten die verbündeten Gegner Napoleons Anfang Oktober 1813 den Saalkreis. Bei der politischen Neuordnung nach dem Wiener Kongress 1815 wurden Schwerz und Dammendorf im Jahr 1816 dem Regierungsbezirk Merseburg der preußischen Provinz Sachsen angeschlossen und dem Saalkreis zugeordnet. Am 30. September 1928 wurde der Gutsbezirk Dammendorf mit der Landgemeinde Dammendorf vereinigt.
Am 20. Juli 1950 wurde Dammendorf mit Gödewitz nach Schwerz eingemeindet, das ebenfalls aus dem Saalkreis kam, der am 25. Juli 1952 zum verkleinerten Saalkreis im Bezirk Halle kam. 
Bis zur Eingemeindung nach Landsberg am 1. Januar 2010 war Schwerz eine selbständige Gemeinde mit den Wohnplätzen Kneipe und Göttlitzer Weg in der Verwaltungsgemeinschaft Östlicher Saalkreis mit dem zugehörigen Ortsteil Dammendorf. Letzte Bürgermeisterin von Schwerz war Beate Bunge. Sie nimmt nun die Funktion der Ortsbürgermeisterin war.

## Wappen
Blasonierung: „In Gold ein grüner Ginkgo-Baum auf einem Hügel aus gebrochenem schwarz-silbernen Porphyrgestein.“

## Kultur und Sehenswürdigkeiten
- Dorfkirche aus dem 12./13. Jahrhundert mit großem Barockaltar von 1729.
- Gutshaus in Schwerz gebaut um 1895, im Festsaal des Hauses wurde im Jahr 2006 eine farbige Stuckdecke wieder freigelegt.
- Im Ortsteil Dammendorf steht die Blumenstraße als Ortskern eines slawischen Sackgassendorfes unter Denkmalschutz.
- Im Ortsteil Kneipe ist der dortige Gutshof geschützt. Er diente früher als Zollstation zwischen Preußen und Sachsen mit angeschlossener Ausspanne namens „Zur Krone“ (daher der Ortsname „Kneipe“).

### Naturdenkmäler
Im Park des ehemaligen Rittergutes von Dammendorf befindet sich eine ca. 300 Jahre alte Pyramideneiche (Höhe 30,1 m, Kronendurchmesser 27 m Umfang 5,90 m). Weiterhin steht dort ein Ginkgobaum (gepflanzt ca. 1920–1940), der neben dem Schwerzer Berg als Vorlage für das Ortswappen von Schwerz-Dammendorf diente.

### Denkmäler
Ein Denkmal ehrt den Erfinder der Hoffmannstropfen, Friedrich Hoffmann. Friedrich Hoffmann war 1741 für ein Jahr Eigentümer des Schwerzer Rittergutes.

## Wirtschaft und Infrastruktur
Die Mitteldeutsche Baustoff AG betreibt in Schwerz einen großen Steinbruch am Schwerzer Berg (ehemals 131 m NN).

### Verkehrsanbindung
Schwerz liegt drei Kilometer nördlich der Bundesstraße 100, die von Halle nach Bitterfeld führt. Über sie erreicht man die Autobahnanschlussstellen Halle (Saale) an der A 9 (München–Berlin) und Halle/Peißen an der A 14 (Nossen–Magdeburg).
Schwerz liegt im Mitteldeutschen Verkehrsverbund. Der nächste Bahnhof ist Niemberg an der Bahnstrecke Magdeburg–Leipzig. Die Buslinie 354 bietet wochentags Direktverbindungen von Schwerz nach Halle, Landsberg und Zörbig.